# Île des Récollets
L'île des Récollets est une île située sur le Blavet, appartenant à Pontivy.

## Description
Située au croisement du Blavet et du canal de Nantes à Brest, elle s'étend sur 285 m de longueur pour une largeur d'environ 100 m. 
L’île abrite dans une ancienne minoterie, dont les bâtiments du XIXe siècle sont très dégradés une auberge de jeunesse ainsi qu'un centre de fitness et un moulin-musée que l'on peut visiter.